# Burgsteinlandschaft

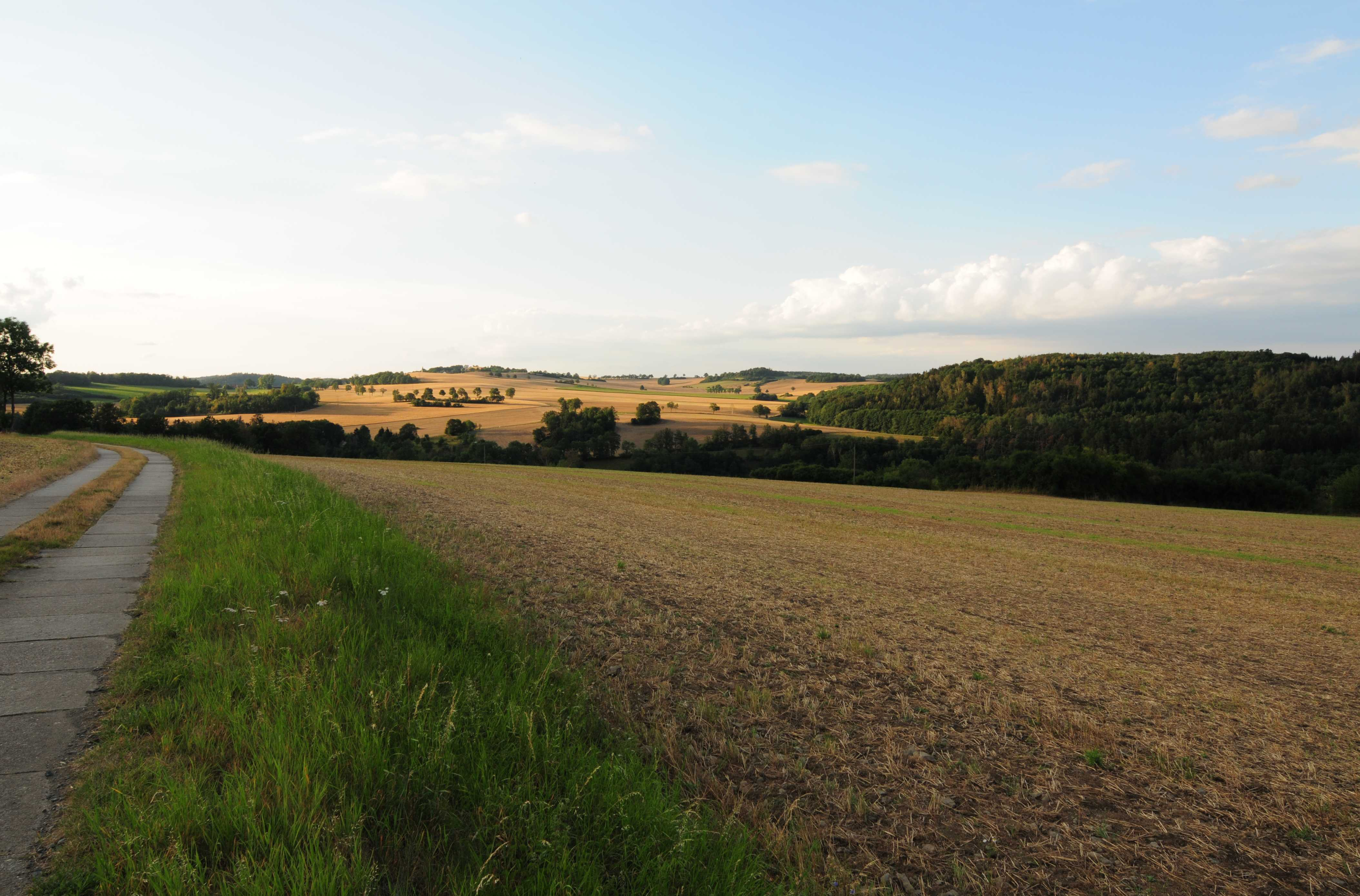
Blick über das Kemnitzbachtal in Richtung Schwand

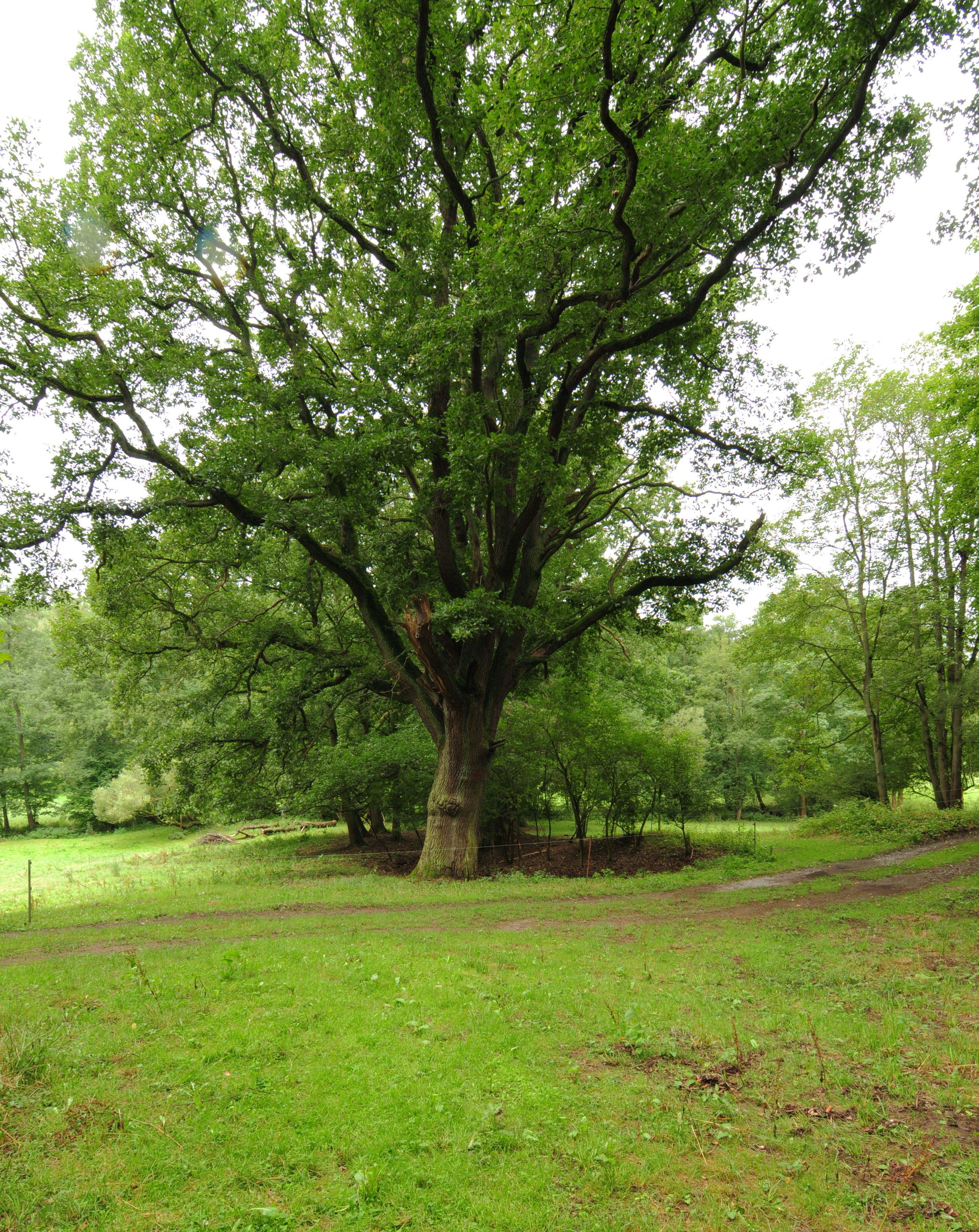
Unter Naturschutz gestellte Eichen im Kemnitztal

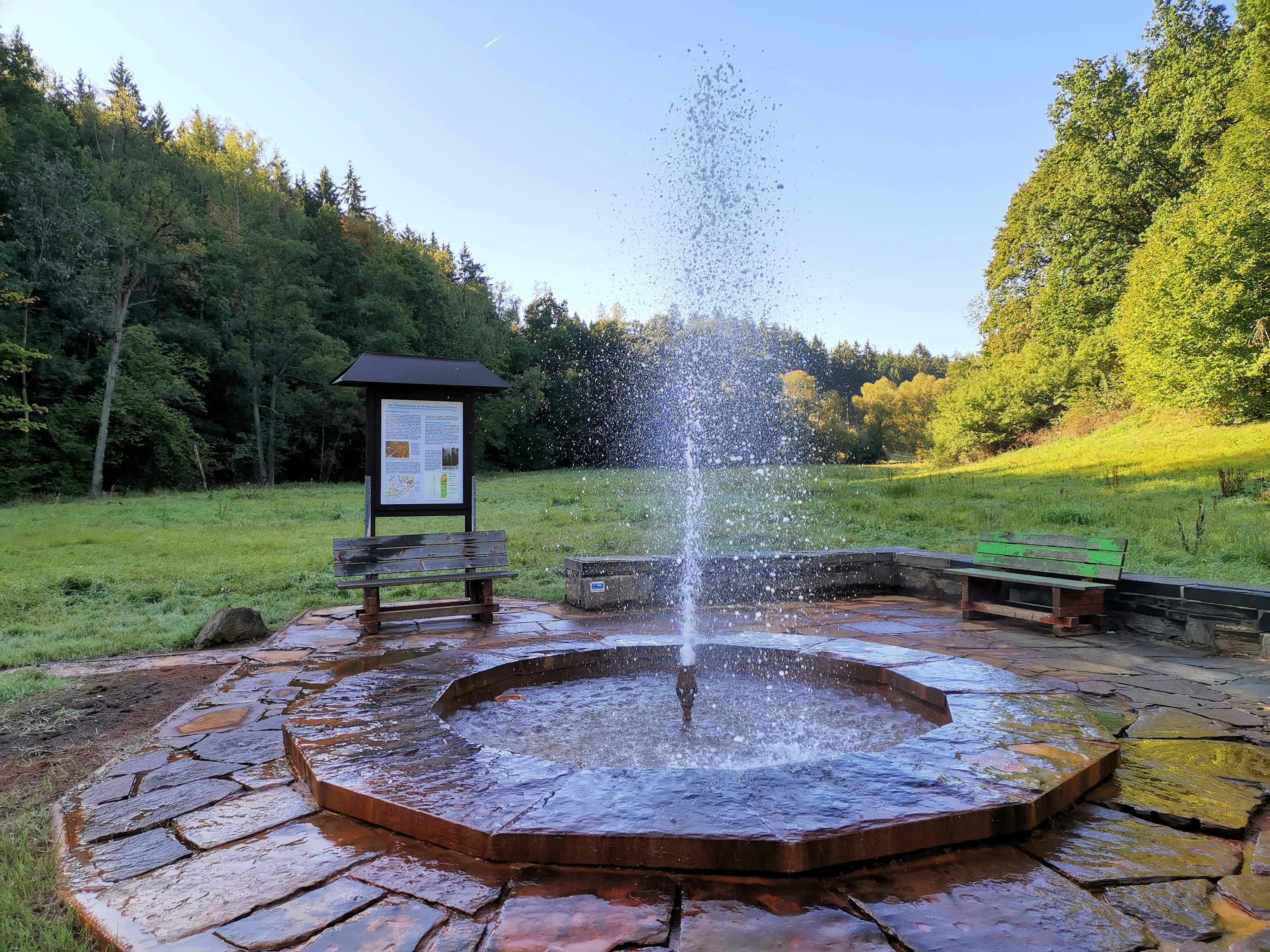
Thermalquelle an der Neumühle unterhalb von Geilsdorf

Die Burgsteinlandschaft (früher Landschaftsschutzgebiet Burgsteingebiet, C 32) ist ein unter Landschaftsschutz stehendes und 5700 Hektar (Stand 2019) umfassendes Gebiet im Vogtlandkreis auf dem Territorium der sächsischen Gemeinde Weischlitz. Die Schutzanordnung von 1990 erging erneut im Jahre 1995 durch eine Verordnung des Landratsamtes Plauen.

## Beschreibung
Das Landschaftsschutzgebiet Burgsteinlandschaft umfasst ein Gebiet im Westen des heutigen Vogtlandkreises, das unter historischer Betrachtung gegen Ende des 12. und zu Beginn des 13. Jahrhunderts im Zuge der hochmittelalterlichen Ostkolonisation aus oberfränkischen Regionen, besonders dem Maingebiet besiedelt wurde. Dabei spielten die alten Steige eine Rolle, die sich nun zu Siedlungsbahnen entwickelten und dörfliche Gründungen  begünstigten. Ein Schwerpunkt lag dabei auf dem vogtländischen Steig zwischen Hof und Plauen.
Im oder unmittelbar am Landschaftsschutzgebiet (LSG) befinden sich Ortsteile der Gemeinde Weischlitz: Dehles, Geilsdorf, Grobau, Gutenfürst, Kemnitz, Krebes, Reinhardtswalde, Reuth (Randlage), Ruderitz, Schönlind, Schwand, Steins, Thossen (Randlage) und Unterweischlitz (Randlage). Der von größeren und bewaldeten Felsengruppen geprägte Kernbereich erstreckt sich zwischen den Dörfern Gutenfürst, Krebes, Ruderitz und Schwand.
Die Landschaft ist nach der Felsengruppe Burgstein mit den Ruinen zweier gotischer Sakralbauten benannt und ein Teilbereich des Schwand-Gutenfürster Kuppenlandes.
Die Umfassungslinie des LSG wird (im Uhrzeigersinn) im Wesentlichen von der Landesgrenze mit dem Freistaat Bayern bei Gutenfürst, weiter von diesem Ort über die Bahnstrecke Leipzig–Hof hinweg bis in die Nähe von Reuth, nun die Regionalstraße S 311 entlang zur Ortslage Weischlitz, diese westlich umgehend dem Elstertal rechtsseitig stromaufwärts bis zur Autobahnbrücke und schließlich parallel zur Bundesautobahn 72 bis zur Landesgrenze mit dem Freistaat Bayern umrissen. Alle in diesem Gebiet liegenden geschlossenen Bebauungsgebiete der Dörfer sind vom Landschaftsschutzgebiet ausgenommen. Innerhalb des LSG befinden sich kleinere Naturschutzgebiete. Diese sind: Brauhauspöhl (3,74 ha), Pfarrwiese (50 ha), Unteres Kemnitztal (27,16 ha) und Wartberg Thossen (18,1 ha).
Auffällige und daher landschaftsprägende Merkmale sind die zahlreichen Felsengruppen aus Diabasgesteinen, von denen die ausgedehntesten Erhebungen eigene Namen besitzen.
- Ameisenpöhl
- Brauhauspöhl
- Burgstein
- Günther
- Eichelpöhl
- Kienberg
- Kirchpöhl
- Ochsenpöhl
- Ruderitzberg
- Steinpöhl (am Nonnenholz)
- Vordere und Hintere Platte

Die Felsgruppen sind von natürlichen Kluftsystemen durchzogen, in denen die Verwitterungsvorgänge an manchen Stellen bizarre Formen erzeugt haben. Zwischen den mit Misch- und Nadelwald bewachsenen Felsengruppen kam es zur Bildung von Quellmulden und kleinen Tälern, die überwiegend unter landwirtschaftlicher Nutzung stehen und wegen der Vernässung typischerweise eine Wiesenlandschaft ermöglichen. Andere Areale im Landschaftsschutzgebiet werden zur Feldwirtschaft genutzt und ihre Flächen sind morphologisch von dem Landschaftstyp „Diabaskuppenland“, den Pöhlen geprägt.
Das wichtigste Fließgewässer, neben der nur am östlichen Rand des Schutzgebietes tangierenden Weißen Elster, ist der Kemnitzbach, dessen zahlreiche Zuläufe im Wesentlichen auch im Landschaftsschutzgebiet entspringen. Sein Bachbett hat sich in die Landschaft tief eingeschnitten und durchquert nur zwei geschlossene Siedlungsbereiche (Kemnitz, Ruderitz). Ferner gibt es den Schönlinder Burgbach (bei Thossen), den Kröstaubach und den Deistelbach (am Butterweg).
Stehende Gewässer im Gebiet gibt es:
bei Dehles
- Kalkteich

bei und in Geilsdorf
- Rosslerteich
- Schafteich
- Wohl

bei Grobau
- Großer Teich
- Sonnenwinkelteich

in Gutenfürst
- Forstteich (Gondelteich)

bei und in Kemnitz
- Forellenteich
- Gässerteich
- Talsperre Kemnitz

bei Krebes
- Wüstenlobenteich

bei Ruderitz
- Kochus

bei Schwand
- Boblitzteich
- Lohteich
- Neuer Teich

bei Weischlitz
- Mühlteich der Zeschenmühle (Neu-Mühle)

## Sehenswürdigkeiten
Unter den Sehenswürdigkeiten des Landschaftsschutzgebietes (LSG) befinden sich sowohl naturräumliche Areale als auch einzelne Bau- und Bodendenkmale. An mehreren Stellen sind Informationstafeln aufgestellt.
- Burgsteinruinen
- Butterweg, der westliche Teilabschnitt im LSG
- Geilsdorf, Wasserschloss
- Kandelstein, mit historischer Triangulationssäule Station 158 Kandelstein
- Kemnitztal mit Schafbrücke
- Kienmühle im Kemnitztal
- Krebes, Dorfmuseum  sowie Kirche mit Pfarrhaus
- Ruderitz, historischer Gasthof mit Kunstgalerie
- Schwarzenreuth, Wanderwege in den Felsen
- Thermalquelle Neumühle
- Thossener Kirche
- Weischlitz, Talabschnitt der Weißen Elster

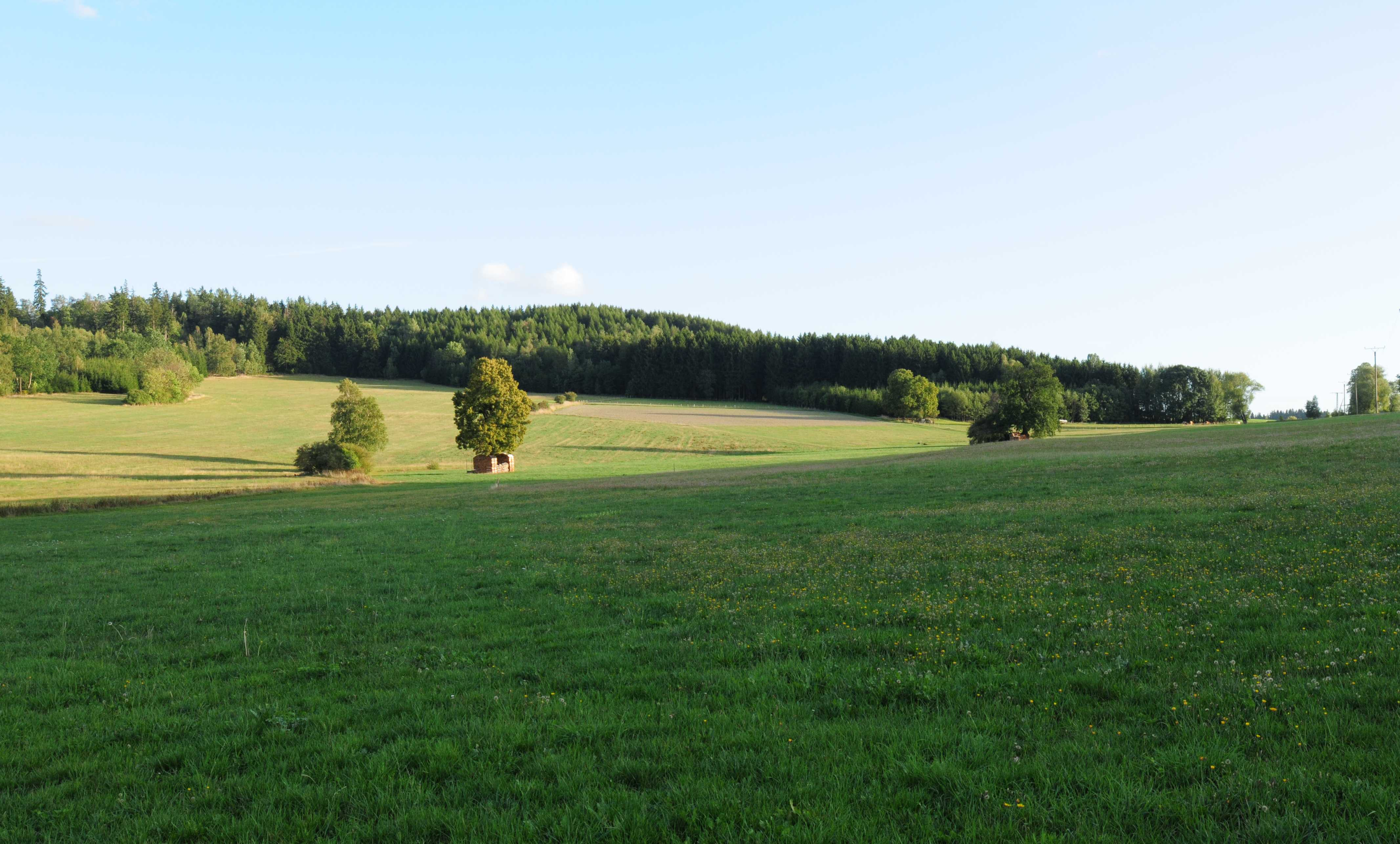
Blick auf bewaldete Felsrücken bei Krebes
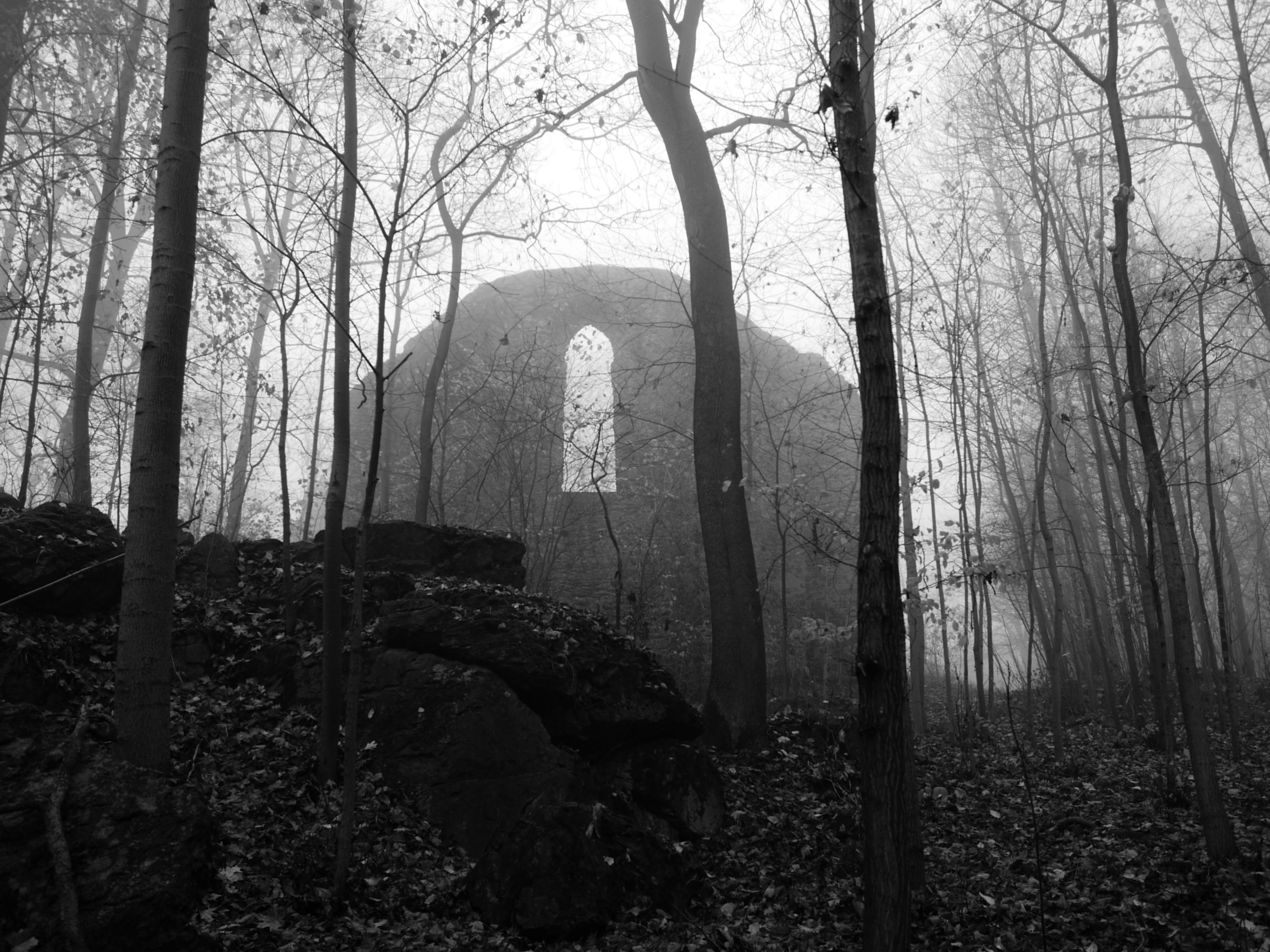
Burgsteinruine im Nebel
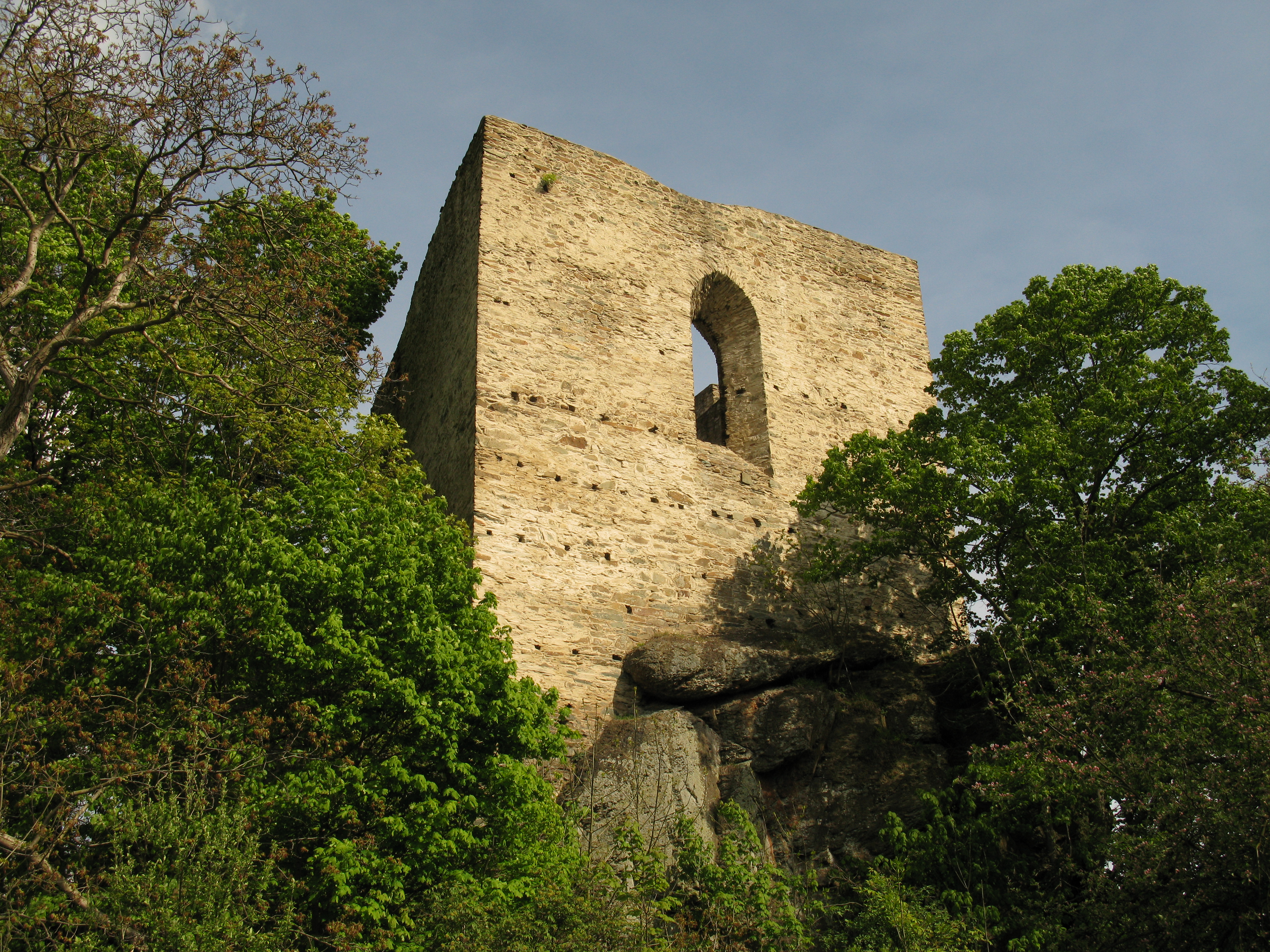
Wehrturm an der Westseite des Burgsteins
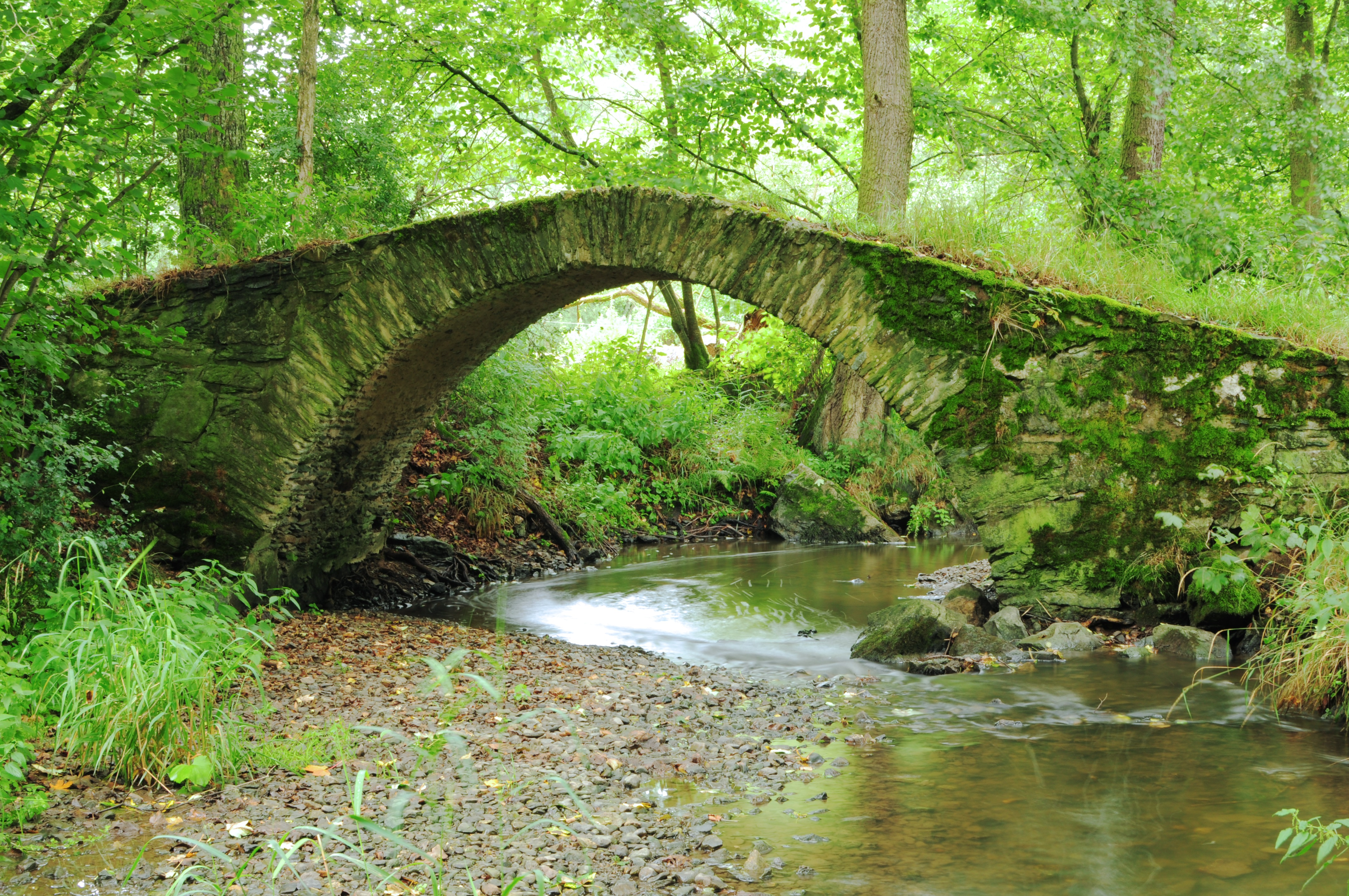
Schafbrücke im Kemnitztal
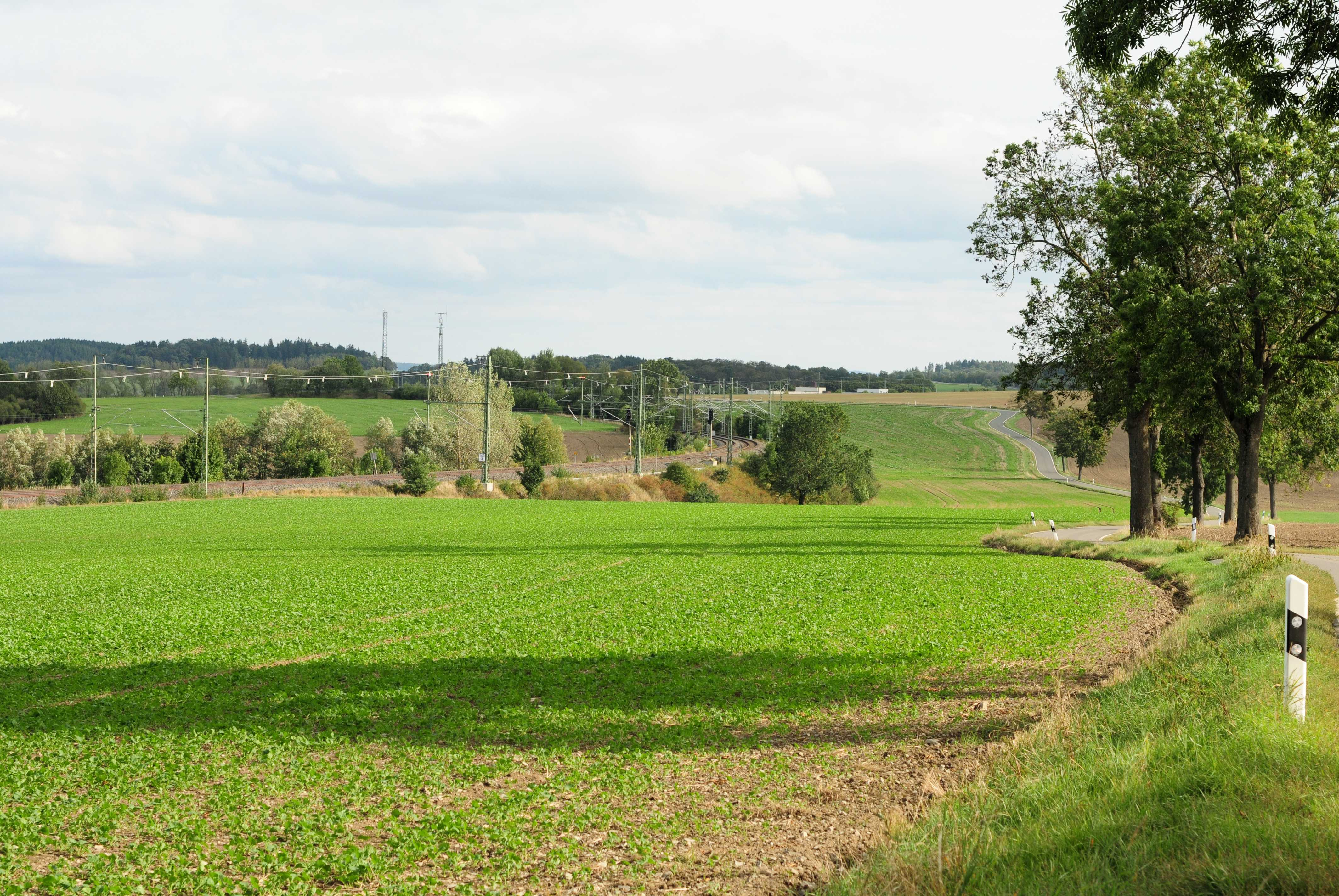
Landschaft bei Gutenfürst
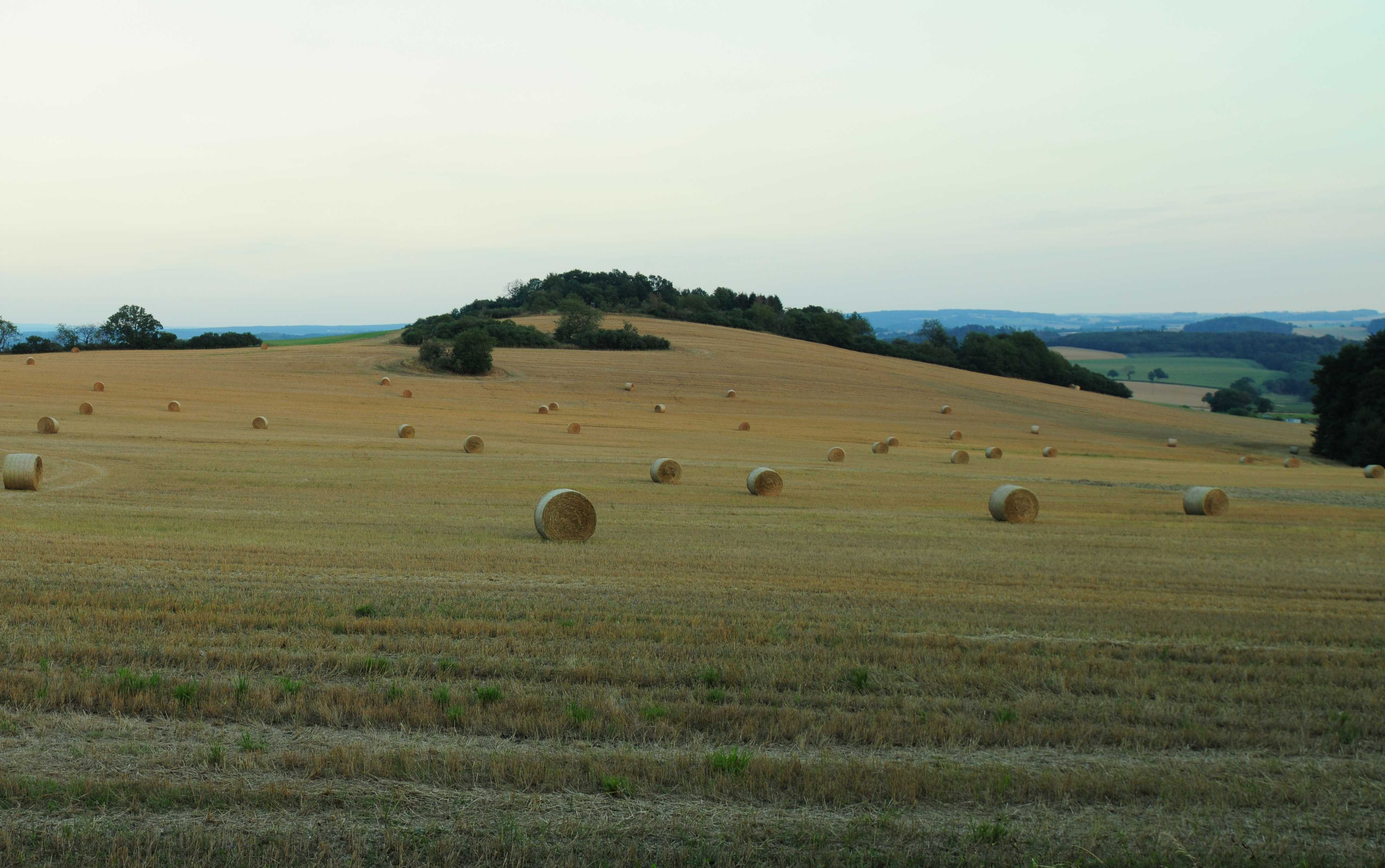
Kuppenlandschaft der „Pöhle“ bei Schwand
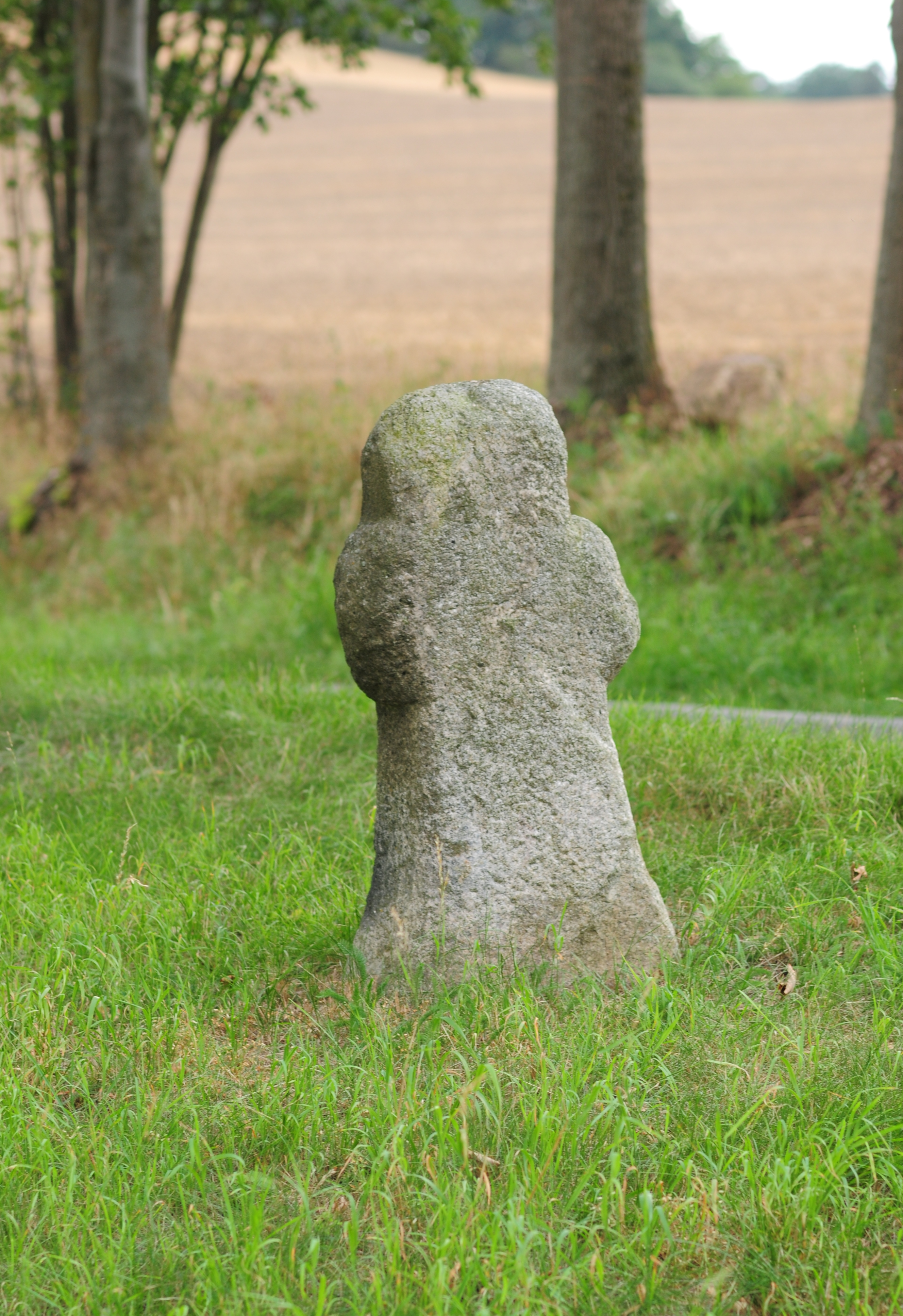
Steinkreuz nordnordöstlich von Schwand an der Straßengabelung nach Steins und Weischlitz
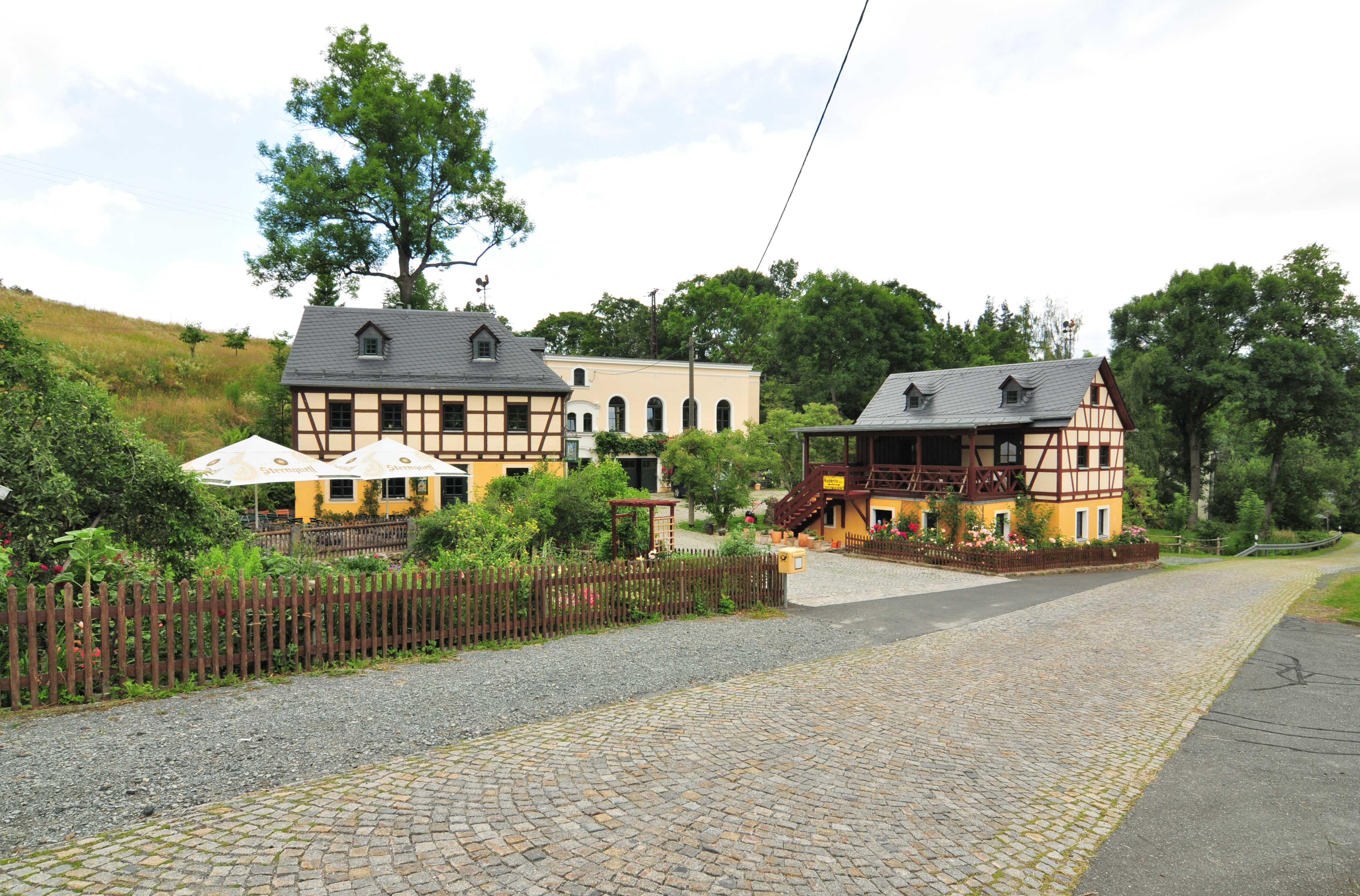
Historischer Gasthof in Ruderitz